# Rapporti tra servizi segreti italiani e criminalità
I rapporti tra servizi segreti italiani e criminalità, in alcuni casi dimostrati anche in ambito processuale ma in altri soltanto supposti, hanno coinvolto settori dei servizi segreti italiani (definiti come servizi deviati) e organizzazioni criminali o terroristiche.
Il materiale è stato vagliato dalle varie commissioni parlamentari d'inchiesta sulle stragi, che a più riprese lo hanno analizzato per individuare eventuali organicità tra servizi segreti e criminalità organizzata, di matrice terroristica o meno. In particolare, nell'ultimo processo di Brescia sono emerse le informazioni che aveva il SID sugli attentati in preparazione nel 1974, ovvero quello a Brescia e quello dell'Italicus. Il rapporto osmotico fra servizi segreti e le organizzazioni estremiste emergerebbe con ancor più evidenza in alcuni personaggi implicati nella strage di Brescia come Marcello Soffiati, che ha partecipato materialmente alla strage di Piazza della Loggia e che allo stesso tempo è stato agente segreto e terrorista, o Maurizio Tramonte.
L'argomento è comunque particolarmente delicato, sia perché si presta ad ovvie speculazioni politiche, sia perché nelle operazioni undercover può essere difficile distinguere tra lecito ed illecito nell'azione dell'infiltrato. A tal proposito, si vedano anche i concetti di provocatore e operatività sotto falsa bandiera.
Lo studio della materia, non a caso, è stato spesso ostacolato da depistaggi, inquinamenti di prove e apposizioni del segreto.

## Anni 1960
I servizi sono stati più volte sospettati di aver partecipato, o quantomeno di aver avuto un ruolo nella morte di Enrico Mattei.

## Anni 1970

### Gli eventi di Piazza Fontana

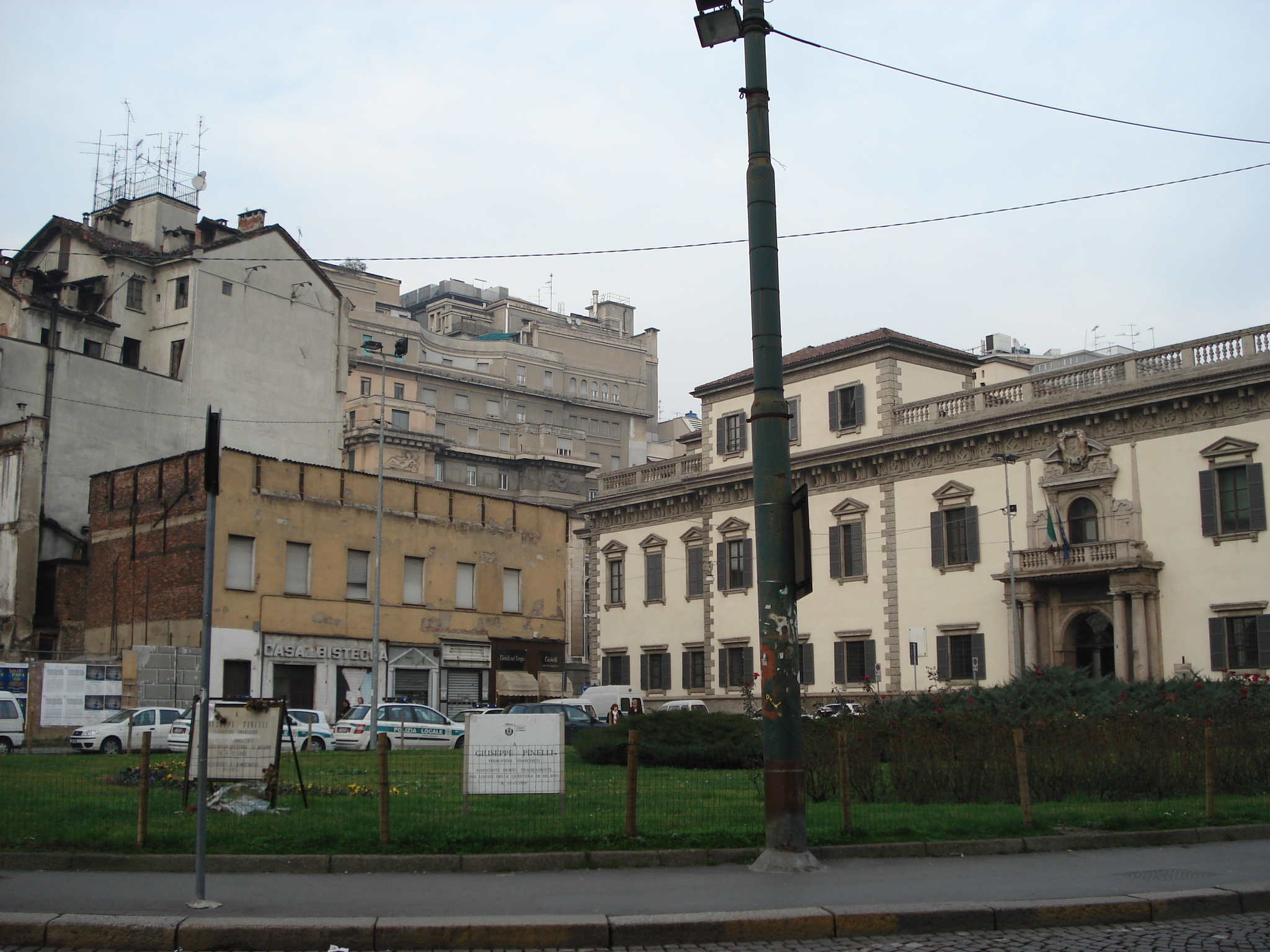
Le lapidi dedicate a Giuseppe Pinelli in Piazza Fontana, presso Milano.

Il 17 dicembre il SID realizza un rapporto con le confidenze che la fonte Serpieri aveva ottenuto in Questura da Mario Merlino. Le informazioni riguardavano gli attentati del 12 dicembre a Roma, riportando le responsabilità dello stesso Merlino, di Delle Chiaie e - indirettamente - di Yves Guérin-Sérac. L'informativa assommava elementi veri ad altri falsi, come suggerirebbe la circostanza che, fantasiosamente, il servizio etichettasse Merlino quale filocinese e Guérin-Sérac come anarchico, per lo meno nel primo rapporto SID del 16 dicembre 1969. In un secondo rapporto, Merlino diventava anarchico, il che era parzialmente vero, mentre sull'anarchismo di Guérin-Sérac si aggiungeva oscuramente che a Lisbona non fosse nota la sua ideologia. In un terzo rapporto, indirizzato all'Ufficio D (mentre il secondo era stato preparato per gli organi di polizia giudiziaria) si dava anche prova di conoscere piuttosto dettagliatamente i precedenti politici di Guérin-Sérac, tra cui la militanza nelle SS della Repubblica di Vichy. L'Ufficio D raccomandò di sottacere a carabinieri e polizia l'effettiva appartenenza anticomunista di Guérin-Sérac. Questo depistaggio è sorprendente alla luce del fatto che inizialmente si era cercato di incolpare Valpreda e compagni: è stato ipotizzato che il SID presentisse che quel filone d'indagine si sarebbe presto smontato e pertanto volesse fornire una traccia internazionale e non verificabile, poiché riferita a sospetti che erano riparati in Portogallo, paese il cui regime fascistoide impediva ogni possibilità di approfondimento investigativo.
Nel 1973, quando gli inquirenti concentrarono la loro attenzione su Giannettini, il SID - contro ogni verosimiglianza - negò di possedere informazioni su costui anche se successivamente ne agevolò la latitanza all'estero, assieme a quella dell'altro imputato Marco Pozzan, proponendo al contempo vanamente a Ventura di farlo evadere dal carcere di Monza. Per le operazioni di espatrio clandestino, il SID si avvaleva di una struttura, denominata Nucleo Operativo Diretto (in sigla NOD), e di una sede di copertura vicina a Via Veneto, celata dall'insegna "Turris Film".

### Le bombe di Trento
Nel gennaio 1971 si erano verificati vari attentati dinamitardi a Trento, tra cui uno in concomitanza di una programmata (e successivamente rinviata) udienza di processo a carico di extraparlamentari di sinistra. La testata Lotta Continua l'anno successivo titolò clamorosamente, denunciando che il delitto era stato commesso dalla polizia e la relativa indagine condotta dal SID, pur avendo raggiunto siffatta sconcertante acquisizione, sarebbe stata ancora una volta insabbiata. Il processo penale (per diffusione di notizie false, esagerate o tendenziose) si concluse tre anni più tardi con la piena assoluzione dei giornalisti.
La magistratura prese quindi ad indagare nel 1976 sui supposti colpevoli dell'attentato, arrestando il contrabbandiere Sergio Zani, secondo i giornalisti autore materiale del fatto, il colonnello Lucio Siragusa, all'epoca dei fatti comandante dei servizi speciali tridentini della Guardia di Finanza, e il suo subordinato maresciallo Salvatore Saija. La GdF rimpallò l'accusa verso SID, polizia e carabinieri (questi ultimi avevano provocato l'incriminazione dei finanzieri) e ne scaturirono gli arresti per il vicequestore Saverio Molino, il colonnello CC Michele Santoro, (noto anche per la vicenda del cosiddetto memoriale Pisetta) e del pari grado SID Angelo Pignatelli. Nonostante una ridda di complicatissimi rapporti tra gli imputati ed alcuni pregiudicati forzosamente indotti a collaborare con vari apparati di sicurezza dello Stato, nel 1977 il processo di primo grado prosciolse tutti. Tale esito divenne definitivo con la sentenza d'appello dell'anno successivo.

### Il deposito di Camerino
Nel 1972, a Camerino, fu rinvenuto un arsenale di armi da guerra ed esplosivo, di provenienza criminale, costituito ad arte da personale dei Carabinieri e del SID per gettare discredito e pregiudizio anche penale in danno di extraparlamentari di sinistra. Il materiale bellico era infatti accompagnato da documenti ideologici e programmatici (dieci fogli in codice): un elenco di vittime designate per la futura attività terroristica, un elenco degli apparenti componenti della cellula (tutti dell'ultrasinistra) e infine una sorta di riepilogo logistico del predetto armamentario offensivo, con l'indicazione delle relative fonti di procacciamento. Prima ancora che la crittografia dei testi fosse stata violata dagli inquirenti, il giornalista Guido Paglia, già leader di Avanguardia Nazionale, esponeva in un clamoroso articolo il senso dei documenti, traendone la necessaria conclusione circa la responsabilità delle frange comuniste chiamate in causa.
Seguirono una serie di operazioni poliziesche, all'interno di inchieste giudiziarie contro gli ambienti dell'ultrasinistra, caratterizzate anche dall'arresto di Paolo Fabbrini e Carlo Guazzaroni, due estremisti che comparivano nella nota lista.
Fu protagonista delle indagini il comandante della compagnia carabinieri di Camerino, capitano Giancarlo D'Ovidio. Proveniente dai paracadutisti e destinato ad entrare nell'Ufficio D del SID, piduista, avrebbe favorito la fuga all'estero del neofascista Luciano Bernardelli, anche se in ambito processuale venne assolto.
Gli arrestati scontarono diversi mesi di custodia cautelare in carcere e si dovette attendere il 1976 perché il giudice Pietro Abbritti ne sentenziasse il proscioglimento in istruttoria. La Procura generale di Ancona appellò quella sentenza di assoluzione e nel 1977 la Corte d'assise di Macerata confermò l'assoluzione con formula piena. Nel 1981, il colonnello Antonio Viezzer, nel contesto del processo Pecorelli, avrebbe espressamente ammesso la natura simulatoria delle azioni compiute a questo proposito da Labruna, Esposito e D'Ovidio, sotto la supervisione di Vito Miceli.
Nella sentenza ordinanza su piazza Fontana il giudice Salvini, ricostruendo i fatti attraverso differenti testimonianze (quindi sia da dentro l'universo neofascista, che da dentro il servizio segreto) riporta questo:

### La vicenda di Bertoli e l'ordigno alla Questura di Milano

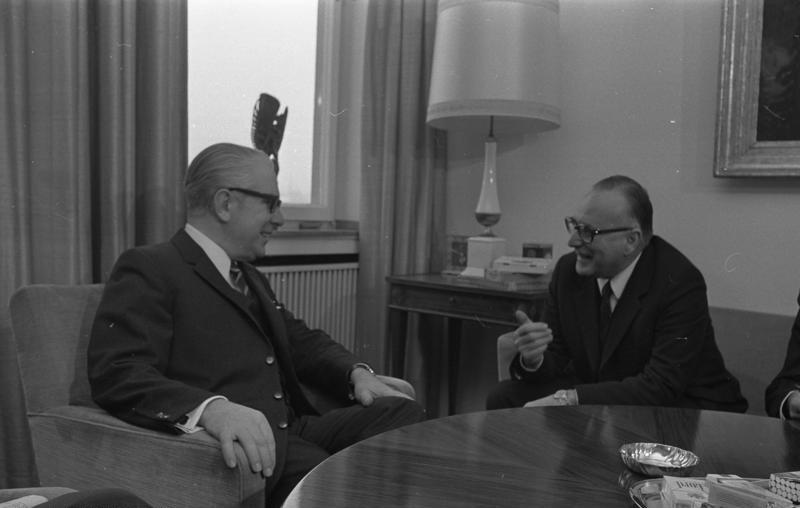
Bonn, 1971: Mariano Rumor, qui ritratto a colloquio con il politico tedesco Kai Uwe von Hassel, mirino dell'attentato che portò alla Strage della Questura di Milano.

Nel 1973 Gianfranco Bertoli tentò di uccidere con una bomba a mano il Ministro dell'interno Mariano Rumor, in visita presso la questura di Milano per l'inaugurazione di un monumento alla memoria del commissario Calabresi. L'attentatore aveva una complessa relazione con gli apparati di sicurezza dello Stato.
Sedicente "anarchico individualista", aveva collaborato con SIFAR e SID, mentre non è del tutto certa la sua appartenenza alla Organizzazione Gladio. Nei due anni precedenti era stato ospite di un kibbutz, e proprio da Israele aveva fortunosamente portato con sé l'ordigno di cui parliamo; risulta anche essere stato in contatto con esponenti della Rosa dei venti. Tra gli anni 1950 ed i '60, Bertoli, con il nome in codice "Negro", si era accreditato come simpatizzante comunista presso due sedi veneziane del PCI (Campo San Polo e via XXII Marzo), ma poi ne era stato allontanato, verosimilmente perché le sue insincere intenzioni erano state scoperte. Sempre da documentazione processuale risulta che il Centro CS di Padova, probabilmente per ordine superiore (congettura formulata da Viezzer), aveva "distrutto con il fuoco" la corrispondenza con "Negro", e più in generale aveva cercato di non fornire alla magistratura informazioni su di lui. Secondo Giuseppe Bottallo, comandante del Centro CS di Padova dal 1974 al 1992, l'ordine di sopprimere tali documenti era riconducibile al direttore SISMI pro tempore, ammiraglio Fulvio Martini.
L'affiliazione di Bertoli ai servizi (prima e dopo l'arresto) è confermata —per ricordo di ammissioni dell'interessato— anche da Giuseppe Albanese, un condannato che era stato rinchiuso con il nostro attentatore nel carcere di Volterra.
All'indomani della bomba alla questura, il generale Gian Adelio Maletti inviò in Israele il capitano Vitaliano Di Carlo, dal Centro CS di Verona, per assumere sommarie informazioni, e fu proprio Di Carlo a consigliare il SID di non collaborare con gli inquirenti su Bertoli (raccomandazione che fu poi corroborata dal suo superiore Viezzer). Le modalità del suo espatrio (1971) hanno fatto pensare che Bertoli godesse di una congiunta protezione da parte dei servizi israeliani ed italiani. Si era appoggiato a una società che favoriva l'immigrazione giovanile israeliana nello Stato sionista. Sia all'andata, sia rientrando in patria, fece tappa a Marsiglia, frequentando neofascisti come un certo Jean Tramont, e forse anche procurandosi la bomba necessaria al futuro attentato. In realtà, risulterà poi che "Jean Tramont" era il nome di copertura di Marcel Bigeard, considerato 
ufficiale dei servizi segreti francesi, domiciliato in un immobile che il governo francese definì "inesistente", ma in effetti si trattava di un'abitazione che una signora ebrea francese aveva lasciato in eredità ad Israele.
Trent'anni di schermaglie forensi, in cui emersero nomi di imputati quali Carlo Maria Maggi, Giorgio Boffelli, Francesco Neami, Carlo Digilio, Gian Adelio Maletti e Sandro Romagnoli, condussero ad una sentenza di Cassazione (2005), la quale —pur affermando con certezza la responsabilità collettiva di Ordine Nuovo— al tempo stesso sanciva l'impossibilità di condannare alcuno dei supposti mandanti e/o protettori dell'"anarchico" Bertoli, già deceduto da cinque anni, che pertanto portò definitivamente nella tomba i risvolti mai rivelati della vicenda.

### Strage di Brescia
Agli atti del processo di Brescia sono allegate le veline, ritrovate negli archivi dell'ex Sid, redatte dal maresciallo del centro CS di Padova Fulvio Felli, sulla base delle dichiarazioni della fonte Tritone, ossia Maurizio Tramonte, militante nell'estrema destra neofascista. Le informazioni risalgono al periodo 1973-1974 e contengono notizie di rilievo sulle stragi di Brescia e dell'Italicus, attinte direttamente dalla fonte all'interno di Ordine Nuovo in Veneto. Uno dei passaggi più rilevanti è nella nota dell'8 luglio 1974:
Nel commentare i fatti di Brescia, MAGGI ha affermato che quell'attentato non deve rimanere un fatto isolato perché:
– il sistema va abbattuto mediante attacchi continui che ne accentuino la crisi;
– l'obiettivo è di aprire un conflitto interno risolvibile solo con lo scontro armato.
Come ben scrive il giornalista Roberto Scardova nel suo libro "Italicus" di queste informazioni "il servizio non ne fece mai uso, né per contrastare l'organizzazione eversiva né per impedire gli attentati, né per farne oggetto di denuncia alla magistratura nemmeno quando fossero venute meno eventuali esigenze legate all'attualità degli avvenimenti".
Le informative di Tritone sono state ritenute pienamente attendibili. Il 22 luglio 2015 Maurizio Tramonte e Carlo Maria Maggi sono stati condannati in appello per la strage di Brescia. La sentenza attribuisce responsabilità anche ad altri tre ordinovisti, nel frattempo defunti, Ermanno Buzzi, il pentito Carlo Digilio e Marcello Soffiati. Questi ultimi due erano entrambi agenti della Cia, facenti parte di una rete di informatori attiva nel Veneto all'epoca. Soffiati era anche fonte del Servizio Segreto italiano e aveva accesso alla caserma Nato di Vicenza con tanto di tesserino.
Riguardo alla collusione fra servizi segreti ed estrema destra, oltre al materiale informativo prodotto dalla fonte "Tritone", così è stato riportato dalla commissione Parlamentare di inchiesta sulle Stragi:
"Ma sulle collusioni tra servizi segreti e gruppo ordinovista del Triveneto esistono altre acquisizioni documentali e testimoniali che dimostrano una gravissima organicità tra servizi segreti e terroristi fascisti, tanto più gravi se si considera che la cellula veneta – come emerge processualmente – è responsabile della strage di piazza Fontana, di quella dell'attentato alla questura di Milano e, stando ai documenti finora resi pubblici, probabilmente anche di quella di piazza della Loggia".

### L'attentato al trenoItalicus
Anche in occasione di quella strage (1974), emersero preoccupanti ombre nell'operato dei servizi. Un'impiegata del SID (che figurava essere traduttrice-interprete, essendo figlia di un colonnello dei carabinieri che aveva sposato una greca, collaboratrice del controspionaggio; in realtà Claudia Ajello si fingeva militante comunista e si era infiltrata negli ambienti degli esuli politici greci in Italia) parlò da un telefono pubblico dell'imminente attentato, apparentemente rassicurandone gli esecutori sull'impunità che verrà loro garantita.
Il SID mantenne un atteggiamento di reticenza, e diversi anni dopo la Ajello fu condannata per falsa testimonianza.
Un altro elemento di interesse è la fuga del neofascista Augusto Cauchi che a gennaio 1975, dopo l'attentato di Terontola, riuscì a fuggire dall'Italia. Il terrorista si mise in contatto, prima di espatriare, con il centro CS di Firenze, nello specifico con Federigo Mannucci Benincasa, per il quale collaborava.
Scrive il giudice Leonardo Grassi:
"il Mannucci Benincasa aveva ricevuto dallo stesso Cauchi -latitante- l'indicazione di un'utenza telefonica della stazione ferroviaria di Milano presso la quale sarebbe stato (e fu effettivamente) reperibile e, nonostante l'evidente facilità di pervenire alla cattura del latitante, non fece assolutamente nulla per conseguire tale risultato. Non fece che riferire l'indomani al P.M. Marsili che il Cauchi desiderava un contatto “per dimostrare la sua estraneità”.
(...) Ponti d'oro, dunque, per la fuga del Cauchi. Tanto più che questi, protetto al punto di venire preavvertito dell'emissione nei suoi confronti di ordine di cattura, finanziato dal Gelli nei propri traffici di armi ed esplosivi, intimo di militari di grado elevato quali il Gen. Mario Giordano, sodale di altri affiliati di Ordine Nero, a loro volta forniti di robuste protezioni all'interno delle forze di polizia (...) se catturato, avrebbe potuto determinare situazioni compromettenti per molti".

### La strage di Bologna
Quando le indagini sulla strage alla stazione di Bologna si indirizzano verso i neofascisti (e gli ambienti ad essi limitrofi come quelli del piduista prof. Aldo Semerari) gli ufficiali del Servizio Segreto Militare (Sismi) si adoperano per portare la magistratura su una fantomatica pista internazionale. A gennaio 1981 una non precisata “fonte” del Sismi segnala che avrebbe dovuto esserci una consegna di armi sul treno 514 in transito per Ancona. I controlli effettuati portano al rinvenimento, il 13 gennaio, di una valigia con esplosivo identico a quello della strage, armi (fra cui un mitra Mab proveniente dal deposito della banda della Magliana), guanti, passamontagna, biglietti dell'Alitalia (intestati a Raphael Legrand e Martin Dimitrief) e alcuni giornali. La fantomatica “fonte” non esiste, i magistrati scoprono che la valigia è stata messa dallo stesso Sismi, in una manovra di depistaggio tutta interna alla P2. Per il depistaggio verranno condannati in maniera definitiva Licio Gelli, Francesco Pazienza, il generale Pietro Musumeci e il colonnello Giuseppe Belmonte.
Altro depistaggio, anche questo mal confezionato dai servizi, avvenne sulla strage di Bologna e di Ustica, con protagonisti sempre Soffiati e Mannucci Benincasa. Così riporta l'ex estremista Marco Affatigato, che doveva essere incolpato tramite una falsa segnalazione:
"Il tenente colonnello Mannucci Benincasa venne incaricato dal suo superiore generale Santovito, piduista, di comunicare il mio nominativo allorché a Bologna avvenisse un fatto grave che avrebbe procurato molti morti, un attentato. E siamo a giugno 1980. Quando, nei cieli di Ustica, scoppiò l'aereo Dc 9 Itavia che era partito da Bologna il tenente colonnello Mannucci Benincasa pensò che fosse quello il fatto grave ed ebbe a telefonare al Corriere della Sera per indirizzare le indagini, subitamente, sulla destra estrema attraverso il mio nominativo. I particolari che egli fornì nel corso della telefonata – orologio Baume&Mercier e altri che sarebbero dovuti servire per l'identificazione del cadavere – gli furono comunicati dai canali del Sismi. Questi canali, in conseguenza alle indagini fatte, venne appurato che furono il tenente colonnello Amos Spiazzi e il militante di estrema destra Marcello Soffiati. Come detto prima, però, si trattò di un errore di Mannucci Benincasa comunicare il mio nominativo in quella occasione perché la stessa cosa riavvenne con la strage di Bologna dove il Sismi comunicò, e questo attraverso Santovito, al procuratore capo di Bologna Guido Viola, il mio nominativo".
Il fatto, ormai reputato storicamente accertato, dimostra che il servizio non solo avesse legami con l'estrema destra, ma avesse conoscenza di una strage in preparazione a Bologna.
Riguardo ai rapporti fra ambienti militari, servizi segreti e criminalità sulle stragi, da Piazza Fontana a quella di Bologna (su fatti in larga parte passati in giudicato), così è riportato nella sentenza Italicus bis:
“… Gli uomini che certamente hanno portato avanti per anni da protagonisti questo disegno antidemocratico sono, secondo quanto risulta in atti, il Dr. Federico Umberto D'Amato, il Gen. Giovambattista Palumbo, il Gen. Gianadelio Maletti, il Cap. Antonio Labruna, il Col. Giancarlo D'Ovidio, il Col. Federigo Mannucci Benincasa e poi il Gen. Giuseppe Santovito, il Gen. Pietro Musumeci, il Col. Giuseppe Belmonte ed il capo della P2 Licio Gelli, la loggia cioè alla quale appartengono o sembrano appartenere tutti gli altri.
Tutti costoro hanno organizzato, orientato, tollerato bande paramilitari neofasciste pur avendo l'obbligo giuridico di neutralizzarle; hanno ispirato tentativi di golpe, attentati e stragi consumate o solo programmate, ovvero non le hanno impedite, assicurando la impunità agli autori di questi fatti, favorendone persino la fuga; hanno svolto attività di provocazione, di deviazione delle indagini, persino di calunnia, di disinformazione e condizionamento politico attraverso detenzioni illegali di armi e di esplosivi, ed altri episodi criminosi da essi stessi orchestrati per attribuirli alle sinistre o a terzi; arruolamenti illegali, protezioni di latitanti per fatti eversivi e per stragi".

### Il golpeSogno
Anche le indagini svolte nel 1975 sul sospetto colpo di Stato caldeggiato da Edgardo Sogno misero in luce un'attitudine dei servizi ad occultare, piuttosto che a svelare, le attività criminose. Il SID oppose immediatamente il segreto di Stato all'acquisizione dei documenti in suo possesso che riguardavano Sogno. Su sollecitazione della magistratura (Violante), il presidente del Consiglio dell'epoca, Aldo Moro, stabilì che il segreto politico-militare sussistesse "sotto il profilo soggettivo" (nomi di persone, di organizzazioni ecc.) ma non sotto quello "oggettivo" (ossia: la narrazione di specifici eventi, sia pure resa anonima, per così dire), talché ne autorizzò la trasmissione agli atti processuali, previa una serie di "obliterazioni", nel senso appena precisato.
Questi "tagli" censorii rendevano impossibile ricostruire eventuali responsabilità di Sogno per contegni penalmente rilevanti, quindi nel 1976 l'inquirente si rivolse al capo del SID per avere notizie sulle ipotizzate relazioni tra l'indagato e quel servizio, ma l'istanza venne respinta, sempre invocando il segreto politico-militare. Violante avanzò analoga domanda riferita a Luigi Cavallo, ma anche riguardo a costui poté ottenere soltanto due fogli, e sempre per lo stesso motivo. Lo stesso avvenne quando interrogò Miceli, per sapere se avesse mai beneficiato di fondi statunitensi.
Sulla legittimità di quest'ultima opposizione del segreto, Violante chiese per due volte conferma a Moro, non ottenendo riscontro. Per tale motivo, nell'ordinare l'arresto di Sogno e Cavallo, Violante sollevò contestualmente un conflitto di attribuzione tra poteri dello Stato, nonché di legittimità costituzionale in relazione a due articoli del codice di procedura penale. Tuttavia, ancora una volta, la Cassazione decideva il trasferimento anche di questo giudizio (da Torino) a Roma, ed in tale sede il processo non ebbe più sviluppi significativi. Le successive pronunce della Corte costituzionale, per la cronaca entrambe favorevoli alle tesi sostenute da Violante, pur stabilendo principi fondamentali per la imminente "riforma dei servizi del 1977", nel caso specifico non produssero alcun risultato pratico.
Nel suo libro di memorie "Testamento di un anticomunista", Sogno ha rivendicato la concretezza del suo tentativo golpista del 1974, spiegando che Violante avesse fallito nella sua indagine e che non fosse riuscito ad individuare i militari che avevano dato adesione al progetto.

### Il caso Chichiarelli

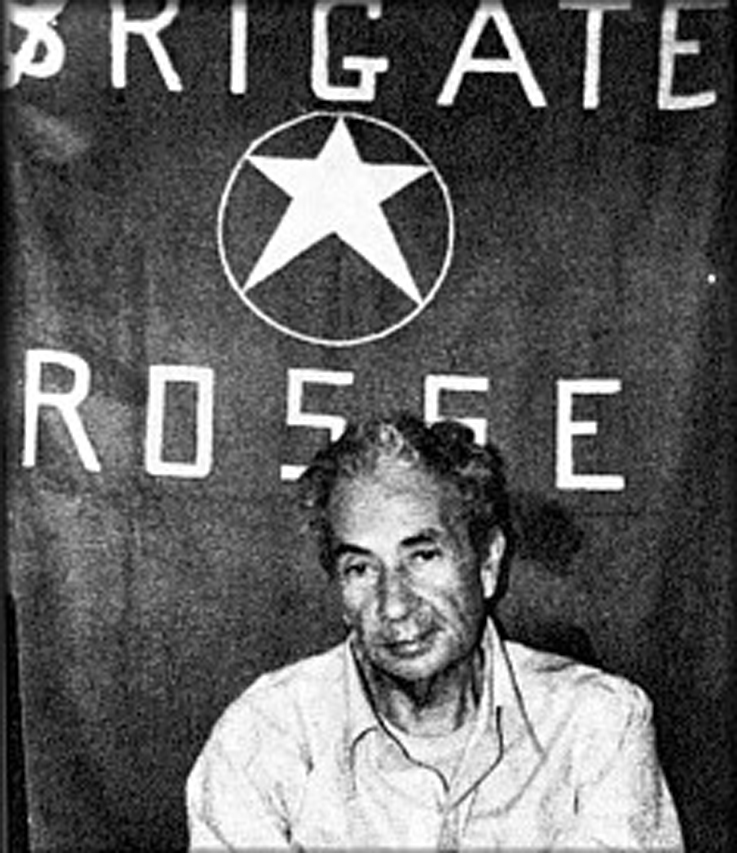
La celebre foto di Aldo Moro sequestrato dalle BR

Nel 1978 si propose un altro fenomeno che tuttora non ha avuto una valida spiegazione, ossia il curioso intreccio tra le istituzioni ed il falsario Antonio Chichiarelli. Specializzato nella riproduzione di De Chirico e Guttuso, Chichiarelli viveva agiatamente all'EUR, nella capitale. Il motivo per cui passò alla storia sta nel suo falso comunicato brigatista che realizzò il falso messaggio del lago della Duchessa. La questione dell'autenticità dei messaggi BR durante il rapimento Moro è peraltro piuttosto complessa: i periti grafici incaricati dagli inquirenti dubitarono della genuinità di tre comunicati, e questo portò a sospettare che Chichiarelli fosse autore (quanto meno materiale) del "comunicato n. 1" —quello che veniva considerato la pietra di paragone per distinguere gli eventuali apocrifi— e di conseguenza egli intrattenesse una relazione con i brigatisti fin dalle prime fasi dell'"affare Moro".
Nel 1984 Chichiarelli fece ritrovare un plico contenente anche una "polaroid" del famoso drappo brigatista che appariva in tante immagini del sequestro Moro. Un suo amico, tale Luciano Dal Bello, si diceva certo del ruolo di Chichiarelli nella faccenda della Duchessa; ne aveva parlato con il maresciallo CC Antonio Solinas; egli —invece di riferirne ai superiori o all'autorità giudiziaria— ne aveva reso partecipe il SISDE, nelle persone dei capitani Massimo Erasmo e Giuseppe Scipioni, i quali apparentemente non diedero rilievo a tale notizia.
Poco dopo l'omicidio Pecorelli, Chichiarelli inviò altri sibillini messaggi allo Stato attraverso la famosa faccenda del borsello "ritrovato". Chi doveva indagare, malgrado le imbeccate di Dal Bello (destinato a divenire informatore SISDE in pianta stabile), non comprese, o almeno finse di non farlo.
Il senso d'impunità ragionevolmente percepito da Chichiarelli lo indusse ad azzardare il formidabile colpo della Brink's Securmark; un peccato di ybris che (secondo alcuni) sarà la causa della tragica e misteriosa morte del nostro falsario.
Secondo Sergio Flamigni, c'è almeno un altro enigma di Chichiarelli che merita di essere ricordato: "Alcune volte Tony […] si recava all'aeroporto di Fiumicino ove in tutta riservatezza si incontrava con qualcuno.“ Secondo testimonianze processuali di persone vicine a Chichiarelli, a Fiumicino andava per ricevere ordini. Fonti giornalistiche riferiscono di un'"Operazione Olmo" condotta —durante il caso Moro— dal SISMI all'aeroporto romano in questione; se fossero confermate, il quadro sarebbe sconcertante, dato che sicuramente in quelle strutture aeroportuali il nostro servizio segreto militare proprio in quegli anni manteneva un importante centro di controspionaggio, diretto dal capitano Antonio Fattorini, soprannominato "mezzo ebreo" per i suoi ottimi rapporti con il Mossad.

### I legami con la P2
Dopo lo scandalo del ritrovamento della lista degli appartenenti alla P2, tra le personalità che figuravano tra gli iscritti alla loggia massonica, vi furono anche membri dei servizi segreti italiani, scoprendo così la connivenza di alcuni membri importanti con l'organizzazione, tra i quali Pietro Musumeci e Giuseppe Santovito.

## Anni 1980 e 1990

### La vicenda di Bruno Contrada
La vigilia di Natale del 1993, alle prime ore del giorno, Bruno Contrada - all'epoca uno dei massimi dirigenti del SISDE - venne tratto in arresto nella sua abitazione palermitana perché sospettato di concorso esterno in associazione di tipo mafioso.
Ad incolpare Contrada erano soprattutto le dichiarazioni di quattro pentiti di mafia: Tommaso Buscetta, Giuseppe Marchese, Gaspare Mutolo e Rosario Spatola. Nondimeno, l'allora Capo della Polizia Vincenzo Parisi si prodigò in una difesa plateale dell'indagato. Antonino Caponnetto giudicò incauta la posizione assunta da Parisi. Violante, nel frattempo divenuto presidente della Commissione parlamentare Antimafia, parlò in proposito di "caratteristica strutturale" circa il rapporto di Cosa nostra con il potere.
In particolare, secondo la tesi sostenuta da Mutolo la mafia, a suo avviso un'organizzazione dalla spiccata natura anticomunista, aveva servito la causa atlantica sia portando voti alla Democrazia Cristiana, sia contrastando con ogni mezzo le iniziative delle formazioni progressiste, il cui esempio più triste è rappresentato dalla strage di Portella della Ginestra. Quest'attitudine aveva come contropartita una sorta di tacita pax mafiosa: per anni, lo Stato aveva evitato di combattere efficacemente contro l'organizzazione criminale siciliana, ma a metà degli anni Settanta qualcosa era cambiato. La politica sembrava aver accantonato i progetti di colpo di Stato che spesso vedevano protagonisti gli apparati di spionaggio. Nel mutato scenario, si osava attaccare i vertici mafiosi avvalendosi dello strumento giuridico della fattispecie associativa. L'incriminazione per tale reato, in buona sostanza, esponeva i boss al rischio di essere coinvolti nella responsabilità per ogni misfatto importante che accadesse nei rispettivi mandamenti.
L'analisi mafiosa della situazione aveva naturalmente individuato dei soggetti responsabili: oltre al medesimo Contrada, Boris Giuliano e Tonino De Luca. Nei confronti di questi uomini dello Stato, la mafia avrebbe adottato una strategia del bastone e della carota: prima il tentativo di minaccia o corruzione, ai quali sarebbero seguiti - qualora non avessero avuto effetto le azioni intimidatorie - gli agguati dei sicari.
Per quanto riguarda Contrada, il pentito Mutolo sostiene di aver appreso da Rosario Riccobono che Contrada era ormai passato a disposizione della mafia. Dalla medesima fonte, Mutolo sapeva che il primo mafioso di rango a stabilire un rapporto amichevole con Contrada sarebbe stato Stefano Bontate, avvalendosi dei buoni uffici prestati dal conte Arturo Cassina, una sorta di vicino di casa per il mafioso, nonché confratello del funzionario SISDE presso l'Ordine del Santo Sepolcro. Questa duplicità di relazioni risulta dalle carte processuali. L'Ordine del Santo Sepolcro confermò l'appartenenza dei due soggetti che abbiamo richiamato (d'altronde le liste di quella confraternita sono di pubblico dominio), ma smentì che avessero un rapporto personale. Al contrario, i magistrati ritennero non solo l'esistenza di questo contatto, ma anche una sorta di collaborazione piuttosto spinta tra Contrada ed il nominato Riccobono, al punto che più volte il secondo sarebbe stato informato dal primo dei vari tentativi di catturarlo ad opera della polizia, il tutto attraverso l'avvocato Cristoforo Fileccia.
Contrada, che si è dichiarato estraneo al reato, è stato condannato in via definitiva nel 2007 a 10 anni di carcere per concorso esterno in associazione mafiosa. Nel 2011 venne respinta la richiesta di revisione del processo e nel 2012 finì di scontare la pena.
L'11 febbraio 2014 la CEDU ha condannato lo Stato italiano poiché ha ritenuto che la ripetuta mancata concessione degli arresti domiciliari a Contrada, sino al luglio 2008, pur se gravemente malato e malgrado la palese incompatibilità del suo stato di salute col regime carcerario, fosse una violazione dell'art. 3 della Convenzione (divieto di trattamenti inumani o degradanti).
Il 13 aprile 2015 la stessa Corte europea ha condannato lo Stato italiano stabilendo un risarcimento per danni morali da parte dello Stato italiano perché non doveva essere condannato per concorso esterno in associazione mafiosa dato che, all'epoca dei fatti (1979-1988), il reato non era ancora previsto dall'ordinamento giuridico italiano (principio di nulla poena sine lege), e nella sentenza viene affermato che «l'accusa di concorso esterno non era sufficientemente chiara». In seguito a ciò, nel giugno 2015 è iniziata la revisione del processo di Contrada, poi respinta il 18 novembre. Gli avvocati di Contrada hanno presentato istanza di revoca della condanna, respinta per due volte dalle corti d'appello, e infine accolta dalla corte di Cassazione nel 2017.

### La trattativa Stato-mafia
Nel 2010 il pentito di mafia Gaspare Spatuzza avrebbe dichiarato di riconoscere nell'attuale funzionario AISI Lorenzo Narracci "il soggetto estraneo a cosa nostra visto nel garage mentre veniva imbottita di tritolo la Fiat 126 usata nell'attentato al giudice Paolo Borsellino".
Più in generale, le rivelazioni di Spatuzza, insieme con quelle di Massimo Ciancimino, sono alcuni degli elementi su cui si basa l'ipotesi di una trattativa tra Stato e cosa nostra, avvenuta tra il '92 e il '93, sulla quale indaga la Dda di Palermo.
Diverse inchieste hanno inoltre messo in luce rapporti tra la 'ndrangheta e settori dei servizi segreti italiani.

### IlProtocollo Farfalla
Nell'ambito del processo sulla trattativa Stato-mafia i magistrati stanno indagando anche sul cosiddetto "Protocollo Farfalla", siglato nel 2004. Il vicepresidente della Commissione antimafia, Claudio Fava, ha affermato di avere le prove dell'esistenza del protocollo, che era stata messa in dubbio da Rosy Bindi. Il protocollo è un accordo tra i servizi segreti italiani ed il Dipartimento Amministrazione Penitenziaria, per permettere ad agenti dei servizi di entrare ed uscire dalle carceri e incontrare detenuti del 41 bis senza lasciare traccia, all'insaputa dell'autorità giudiziaria italiana.
Il 29 luglio 2014 il premier in carica Matteo Renzi ha fatto sì che fosse eliminato il segreto di Stato sul protocollo, successivamente la procura della Repubblica di Palermo ha aperto un'inchiesta sul cosiddetto Protocollo Farfalla e in un secondo momento ha acquisito il documento. Il Copasir nel 2014 ha aperto un'indagine sulle cosiddette operazioni 'Farfalla' e 'Rientro'.